# Cucullia cinnamona
Cucullia cinnamona är en fjärilsart som beskrevs av Ronkay 1987. Cucullia cinnamona ingår i släktet Cucullia och familjen nattflyn. Inga underarter finns listade i Catalogue of Life.